# Medalla de la expedición antártica de los Estados Unidos
La Medalla de la expedición antártica de los Estados Unidos es un premio mixto cívico-militar que fue autorizado por el Congreso de Estados Unidos el 24 de septiembre de 1945 bajo la Ley Pública 185 del 79.º Congreso (59 E. 536). El premio reconoce a los miembros de la Expedición de los Estados Unidos a la Antártica de 1939 –1941. Tenía versiones de oro, plata y bronce. Se desconoce si la versión de oro es considera una Medalla de Oro del Congreso de los Estados Unidos, como  fue el caso en la primera expedición de Byrd.

El estatuto que otorga la medalla dice lo siguiente:
Que sea promulgado por el Senado y la Cámara de Representantes de los Estados Unidos de América reunidos en el Congreso, que el Secretario de la Armada haga que se realice en los Estados Unidos la cantidad de medallas de oro, plata y bronce. del diseño que considere apropiado y necesario, para ser presentadas a los miembros de la Expedición de los Estados Unidos a la Antártida de 1939–1941, en reconocimiento a sus valiosos servicios a la Nación en el campo de la exploración polar y la ciencia.
En 1935, el Congreso aprobó una ley (Pub.L. 74-43) que permite al Secretario de la Marina autorizar, a su discreción, el uso de premios conmemorativos u otros premios especiales a los uniformados de la Armada o del Cuerpo de Marines, con las normas militares.
La primera Medalla de la Expedición a la Antártida de los Estados Unidos (versión en oro) fue otorgada al Almirante Richard E. Byrd.
Como las medallas de la 1ª y 2ª expedición de Byrd, y la Medalla de la Expedición a la Antártida de los Estados Unidos fueron autorizadas solo para ser otorgadas a un número selecto de personas, en 1960 se creó la Medalla de Servicio de la Antártida que puede otorgársele a cualquier persona.

## Precedencia y desgaste
Hasta 1998, la Medalla de la Expedición a la Antártida aparecía en la regulación de uniformes de los cuadros de precedencia de la marina de guerra de los EE. UU., después de la Segunda Guerra Mundial, la Medalla de la Victoria, y antes, la Medalla de Servicio de la Ocupación de la Armada.  En el Manual de Premios de la Armada de 1953, la Medalla de la Expedición a la Antártida se clasificó como medalla conmemorativa y se clasificó por encima de todas las medallas de servicio de campaña, pero por debajo de condecoraciones, premios de unidad y de todas las demás medallas conmemorativas.

## Personalidades resaltantes
- Contralmirante Richard E. Byrd, USN (Retirado)
- Vicealmirante Richard H. Cruzen, USN
- Contralmirante George J. Dufek, USN
- Dr. Paul A. Siple, Ph.D.